# Covas (Vila Pouca de Aguiar)
Covas é uma pequena aldeia localizada na freguesia de Tresminas, concelho de Vila Pouca de Aguiar.
Em Covas destaca-se a arquitetura tradicional, salientando-se algumas construídas com pilares de moinhos romanos. O pelourinho e as minas romanas existentes na região são dignos de registo.
Covas recebeu foral de D.Manuel I, em 1514.